# Свети Георги (Дупяни)
Вижте пояснителната страница за други значения на Свети Георги.
„Свети Георги“ (на македонска литературна норма: „Свети Ѓорѓија“) е възрожденска православна църква в мияшкото село Осой, община Дебър, Северна Македония. Тя е част от Дебърско-Кичевската епархия на Македонската православна църква.

## История
Църквата е гробищен храм, разположен в югозападния край на селото. Изградена е в 1872 година. Има входове от запад и юг и на изток завършва с полукръгла апсида, украсена с 5 слепи арки. На северозапад е долепена кулообразна камбанария, а на север има полуразрушен покрит трем.

## Галерия
- Патронният стенопис над западния вход
- Камбанарията на църквата
- Апсидата
- Тремът